# 신도환
신도환(辛道煥, 1922년 5월 25일~2004년 3월 24일)은 대한민국의 정치인, 체육인이다.
본관은 영월. 호는 창범(滄帆)이다.
대구에서 태어나 유도 명문학교로 알려진 계성고등보통학교를 졸업한 뒤 1943년엔 일본 메이지대학 법학과를 나왔다.
체육인으로서 체육 활동에도 힘썼고 대한올림픽위원회 위원(1979년), 범태평양유도연맹 회장(1980년), 유도고단자회 회장(1993년), 대한체육회 고문(1993년), 체육인동우회 이사장(1993년)을 역임하였으며 2000년에는 한국의 유도발전에 힘쓴 공로로 유도 10단증(유도 명예 10단)을 받았다.

## 신도환을 연기한 배우
- 장기용 - 무풍지대(KBS 드라마 1988년)
- 정상철 - 제4공화국(MBC 드라마 1995년)
- 김선동 - 야인시대(SBS 드라마 2003년)

## 역대 선거 결과
|  | 55.90% |

|  | 44.4% |

|  | 19.83% |

|  | 23.43% |

|  | 24.12% |

## 저서
- 《천하를 준다 해도》(1991년)